# Departamento Apóstoles
Das Departamento Apóstoles liegt im Südwesten der Provinz Misiones im Nordosten Argentiniens und ist eine von 17 Verwaltungseinheiten der Provinz.
Es grenzt im Norden an die Departamentos Capital und Leandro N. Alem, im Osten an das Departamento Concepción, im Süden an Brasilien und im Westen an die Provinz Corrientes. 
Die Hauptstadt des Apóstoles ist das gleichnamige Apóstoles.

## Städte und Gemeinden
Das Departamento Apóstoles ist in folgende Gemeinden aufgeteilt:
- Apóstoles
- Azara
- San José
- Tres Capones

Koordinaten: 27° 54′ S, 55° 48′ W